# Protobothrops mangshanensis
Protobothrops mangshanensis là một loài rắn trong họ Rắn lục. Loài này được Zhao mô tả khoa học đầu tiên năm 1990.
Đây là loài đặc hữu của các tỉnh Hồ Nam và Quảng Đông ở Trung Quốc. Hiện không có phân loài nào được công nhận. Đây là loài rắn hố hoạt động về đêm. Chúng ăn ếch, chim, côn trùng và động vật có vú nhỏ. Chúng có một đầu đuôi màu trắng mà chúng ngọ nguậy để bắt chước một con chuột nhắt để con mồi lao vào phạm vi tấn công. Nọc độc gây đông máu và ăn mòn mô cơ và có thể giết người. Điều bất thường đối với vipers, P. mangshanensis là động vật đẻ trứng với con cái đẻ từ 13 - 21 quả trứng mà nó sẽ canh giữ cho đến khi chúng nở.

## Hình ảnh

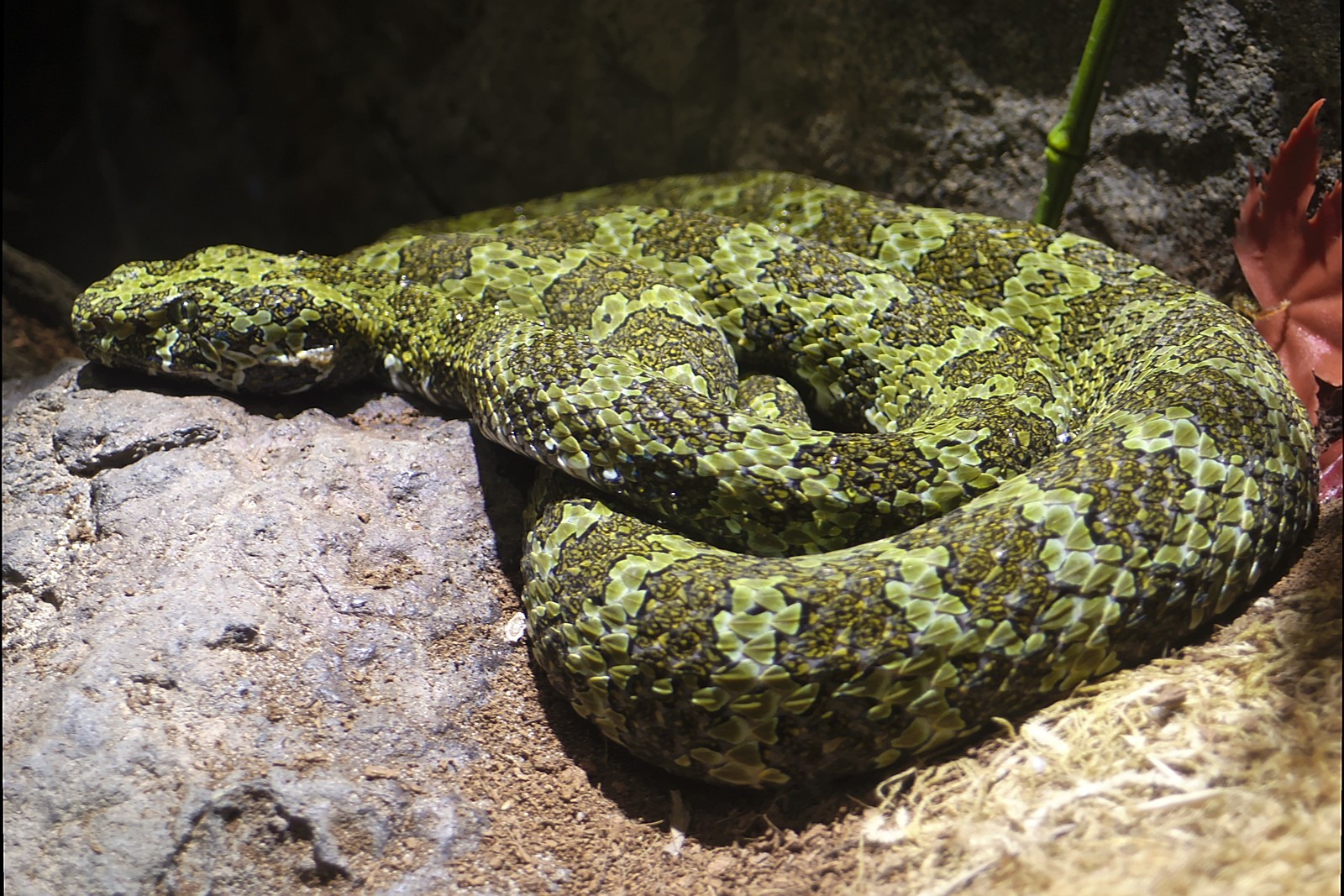
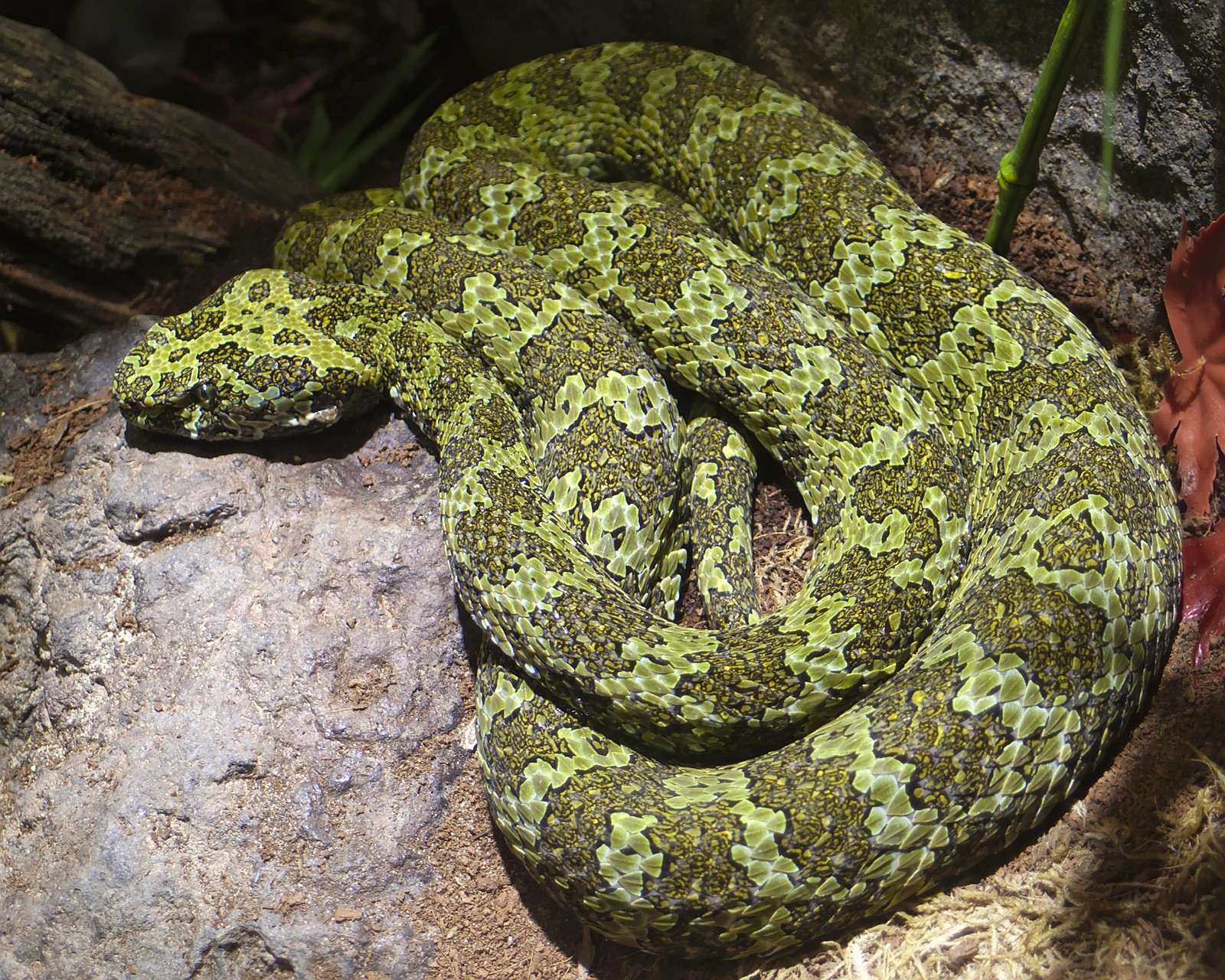